# 地城英雄誌
地城英雄誌（又译作）是由Arkane Studios開發的第一人稱動作角色扮演遊戲，2002年6月於Windows平台發售，之後移植到Xbox平台。遊戲設定在一個奇幻世界，太陽消逝導致地表陷入黑暗，為了生存人類被迫逃進地下城，然而其他生物也同樣進入了地下世界。本作的遊戲方式具有很高的自由度，其中一大特色是使用滑鼠手勢來施展法術。
2011年1月14日，Arkane Studios根據GNU通用公共授權條款公開釋出了遊戲的原始碼，不過他們仍保有遊戲版權。

## 故事背景
遊戲原標題「Arx Fatalis」是拉丁文，直接翻譯成英文則是「fatal fortress」（命運要塞）。《地城英雄誌》的世界觀一部分類似於《龍與地下城》，但故事是原創的。由於太陽消失導致地表陷入一片黑暗，地表上的生物被迫進入地下城生活，本作故事就發生在其中的一座巨大地下城。主角甦醒後發覺身處監獄之中，從監獄逃脫後開始在廣大的地下城中四處探索，途中會遭遇人類、矮人、妖精、洞穴巨人、哥布林、龍...等不同族群，最終必須阻止破壞之神「Akbaa」的甦醒。

## 遊玩方式

玩家要使用滑鼠畫出特定軌跡才能施展法術

《地城英雄誌》是一款第一人稱的動作角色扮演遊戲，融合了迷宮探索、角色培養、環境互動...等要素。遊戲開頭玩家可自行設定角色的初始屬性與外貌，不過遊戲中沒有職業限制，玩家可透過打怪、完成任務...等行動來提升自身屬性，自由培育出理想的角色。此外遊戲也具備工藝系統，玩家可收集素材來製造出各種裝備或道具，諸如武器、釣魚竿、鑰匙...等。此外，收集來的食材不僅可直接食用，甚至能透過篝火進行烹煮。本作擁有豐富的支線任務，而且完成目標的方式也不只有一種，自由度很高。比方說玩家可選擇與敵人正面衝突、或是選擇潛行來避開戰鬥，此外也能透過觸發陷阱之類的環境條件來解決敵人。
本作的法術系統相當特別，玩家必須使用滑鼠手勢才能施展各種法術。流程中可撿到符文石，透過這種石頭來學習不同的法術。玩家要用滑鼠在螢幕上畫出特定的軌跡，類似畫符或魔法陣的形式，每當畫出正確的軌跡才能成功施展法術。

## 開發與發行
《地城英雄誌》是Arkane Studios的第一款遊戲，受到望遠鏡工作室旗下作品不少的啟發，尤其是《地下創世紀》。最初Arkane Studios打算製作一款《地下創世紀III》，並且獲得《地下創世紀》開發商望遠鏡工作室的支持，然而該系列的版權在美商藝電手中，美商藝電要求Arkane Studios同意一些條件否則便不允許他們開發續作。Arkane Studios不接受美商藝電的條件，轉而自行開發一款全新的作品，也就是《地城英雄誌》。在遊戲發售前，Arkane Studios曾面臨找不到發行商的窘境。在工作室自身財政窘迫的情況下，他們曾找到一家小型發行商並簽訂合約，但不幸的是，隨後該廠商在一個月內就宣布破產。最後在發行商JoWooD娛樂的幫助下，遊戲才得以發售。
2002年6月28日，《地城英雄誌》Windows實體版正式發售。繁體中文版於2003年6月6日在台灣發售，由英特衛負責代理與中文化。2003年12月23日，在Xbox平台發售。2007年4月，透過Steam平台販售數位版遊戲。2008年12月，開始在GOG上販售數位版。
2011年1月14日，遊戲更新到最終的1.21版本，同時官方依據GNU通用公共授權條款公開釋出遊戲的原始碼。此後有玩家基於遊戲的原始碼建立了名為「Arx Libertatis」的計畫，透過修改原始碼來修正那些原版遊戲沒有解決的程式錯誤與其他最佳化問題，並嘗試支援Linux等原本並未支援的作業系統。

## 評價
雖然遊戲本身獲得玩家和媒體的一致好評，但實際銷售卻不算很好，並被認為是商業上的失敗。在GameRankings網站上，遊戲的Windows版獲得80%的平均分數、Xbox版獲得72%的平均分數。在Metacritic網站上，Windows版獲得77/100的平均分數、Xbox版獲得71/100的平均分數。
在《地城英雄誌》發售前不久，《上古卷軸III：魔捲晨風》與《絕冬城之夜》正好也剛推出，有些評論者便以這兩款作品當作比較對象。Gamespot網站給予遊戲8.4/10的評分，評論者認為本作是地城探險類RPG中的佼佼者，也足以吸引不少第一人稱遊戲（諸如《神偷：暗黑計劃》、《網路奇兵2》、《駭客入侵》）的玩家，有趣的遊戲系統與優秀的畫面令人讚賞，在遊戲性上繼承了《地下創世紀》但又青出於藍，缺點是有一些程式錯誤、任務導引有時讓人迷惑，但整體上瑕不掩瑜。IGN網站給予遊戲8/10的評分，評論者表示遊戲中的氣氛塑造、法術系統、解謎、劇情都讓他十分享受，不過背包空間與人物飢餓度的設定讓他不太滿意，此外還有畫面特效出現錯誤、讀取時間較長...等小缺點。

## 後續發展
《地城英雄誌》的好評讓Arkane Studios獲得機會與Valve公司進行交流，在與Valve達成協議之後，Arkane Studios決定使用Valve旗下的Source引擎來開發《地城英雄誌》續作。然而由於《地城英雄誌》的銷量並不亮眼，導致沒有發行商願意承包續作。此時育碧找上門，但不是對製作《地城英雄誌》續作有興趣，而是對其遊戲引擎感興趣。為了工作室的生存，Arkane Studios只能放棄《地城英雄誌》續作的理想，並同意為育碧製作一款《魔法門系列》的新作，以Source引擎進行開發，也就是後來在2006發售的《魔法門 黑暗彌賽亞》，該作的部分要素繼承自《地城英雄誌》。

## 備註
1. ↑  Floodgate Entertainment（英语：Floodgate Entertainment）也參與了Windows版的開發，Xbox版由Wizarbox（英语：Wizarbox）負責移植。

## 外部連結
- .   [2019-02-13]. （原始内容存档于2007-05-17）.（英文）
- .   [2019-02-13]. （原始内容存档于2015-11-17）.（英文）